# Óscar Opazo
Óscar Mauricio Opazo Lara (Concón, 18 ottobre 1990) è un calciatore cileno, difensore del Colo-Colo.

## Palmarès

### Club

#### Competizioni nazionali
- Campionato cileno: 2

Colo-Colo: 2022, 2024
- Copa Chile: 4

Santiago Wanderers: 2017
Colo-Colo: 2019, 2021, 2023
- Supercopa de Chile: 1

Colo-Colo: 2018